# Josef Abendroth
Josef Abendroth (* 20. August 1825; † 17. Dezember 1890 in Olmütz) war ein österreichischer Verwaltungsjurist und Politiker. Er war von 1870 bis 1873 Mitglied des Mährischen Landtags.

## Leben und Wirken
1870 wird er als Bezirksrichter in der Stadt Leipnik bezeichnet.
Bei der Anfang Juli 1870 stattgefundenen Nachwahl eines Abgeordneten für die Mährische Landesversammlung in Brünn setzte er sich gegen den tschechischen Mitbewerber durch. Die Wahlperiode endete 1873.
Von 1878 bis 1887 war er Präsident des Bezirksgerichts in der Stadt Ungarisch Hradisch. Er schied auf eigenen Wunsch aus diesem Amt aus und setzte sich mit 65 Jahren zur Ruhe.